# 厚足狼𧊕
厚足狼𧊕（學名：Lycaea pachypoda），又名後足麗戎或厚足偽狼𧊕，是甲壳亚门端足目麗𧊕科的一個物種。本物種原來是偽狼𧊕屬（Pseudolycaea）是的唯一一個物種，但在2016年被合併回狼𧊕屬。
根據Catalogue of Life，本物種並沒有亞種。

## 外部連結
- 維基物種上的相關：厚足狼𧊕